# ChefVille
ChefVille 是由Zynga公司旗下的一款含網路社交性質的餐廳經營遊戲，於2012年6月公告釋出消息， 同年8月在Facebook上架。.根據Facebook消息指出ChefVille在正式上架的一個月內已達到排名第一。2012年10月初，該遊戲已經擁有超過480萬個日活躍用戶，與4500萬個月活躍用戶。

## 歷史
ChefVille是Zynga其下的第二個餐廳經營遊戲，繼Café World以後。(註：兩者皆同為Facebook遊戲)
Café World在2012年10月已擁有45.6萬個日活躍用戶與240萬個月活躍用戶，這兩套遊戲主要的差別在於ChefVille的玩家除了能與其他玩家互動外，還能在遊戲中升級取得現實世界中的食譜。
ChefVille於Facebook上提供17種語言（含中文）。但是，官方曾在2013年7月公告過，日後將不再支援中文介面。

## 玩法
ChefVille的玩家們，分別各自扮演一間餐廳的擁有人並兼任廚師，經營一間以「夢想餐廳」為目標的餐廳。 玩家們可以自訂餐廳的許多東西，其中包括可以將餐廳設計成一間1950年代的義式餐廳，並讓他們混合多種食材進行烹飪或提供主廚服務。玩家也能自定裝飾餐廳，例如能夠做一個壽司吧檯，或者放置冷飲吧檯……等。此外，各式烹飪廚具裡的菜單是與角色等級或料理精通的星級數相關聯的。
與Zynga的其他「ville」遊戲類似，玩家們使用遊戲給的工具來建立自己的餐廳。玩家使用各式廚具來烹調菜餚，例如使用磚爐來烹飪乳酪比薩。 隨著遊戲的進行，玩家幫助好友協助完成任務或所需食材，或在好友的餐廳用餐，經由互相幫助來協助自己的餐廳。玩家也能在遊戲中使用「鈔票」來購買食材或烹飪所需的廚具。
ChefVille將遊戲地圖分割為格狀，新的地圖區塊被設定為到達目標或是使用貨幣購買後解鎖。一些新的食材或廚具在新的地圖區塊裡，例如山雞肉或沙朗牛肉。

## 貨幣
在遊戲內有兩種貨幣。「金幣」是由烹飪後，NPC上門消費後自然產生，或是到好友的餐廳去用餐。「鈔票」是經由真實世界中的消費，以信用卡或手機付費或點數卡所購買的，或是一些賺取鈔票的方式取得。「金幣」或「鈔票」可在遊戲內購買食材或廚具。

## 批評
- 在遊戲內部份料理或食材的配方有誤，例如：
  - 甜優格=豆漿+糖 （事實上這種配方是甜豆漿）

## 外部連結
- ChefVille（在Facebook的遊戲入口）
- ChefVille（官方客服網站）
- ChefVille （页面存档备份，存于）（官方討論區）
- ChefVille - 巴哈姆特 （页面存档备份，存于）（非官方討論區）
- ChefVille Bonuss（自動拾物）